# اروس راماتسوتی

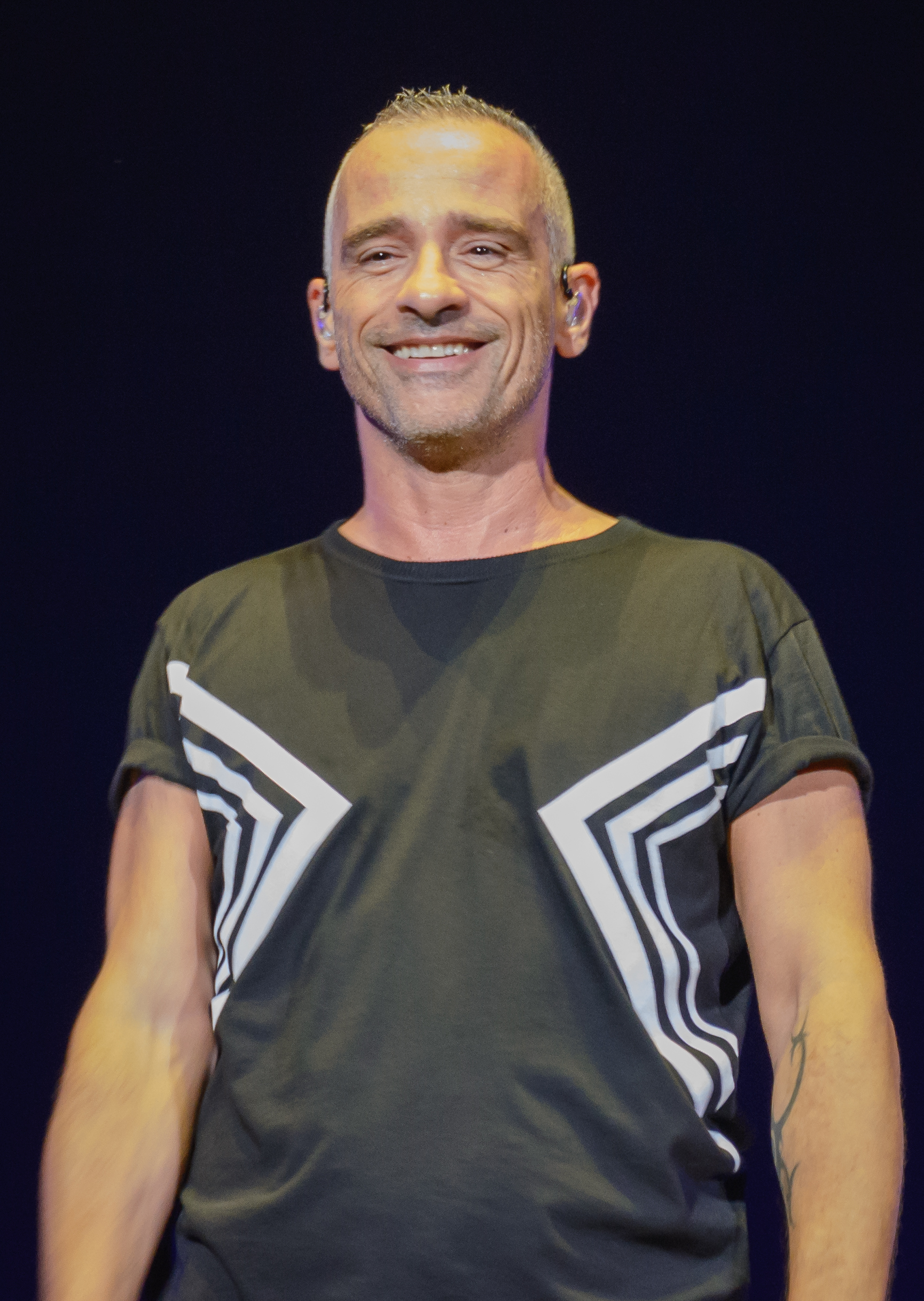
اروس راماتسوتی

اِروس لوچانو والتر راماتسوتی (به ایتالیایی: Eros Luciano Walter Ramazzotti) (زاده‌ی ۲۸ اکتبر، ۱۹۶۳)، خواننده‌ی ایتالیایی، که بیشتر با نام «اِروس راماتسوتی» شناخته می‌شود. اروس از مشهورترین و محبوب‌ترین خوانندگان در ایتالیا و در بسیاری از کشورهای اروپایی از جمله کشورهای انگلیسی‌زبان و جهان اسپانیایی زبان‌ها شناخته می‌شود. و بیشتر آلبوم‌های خود را در هر دو زبان ایتالیایی و اسپانیایی منتشر می‌کند. او در سال ۱۹۸۴، ۱۱ آلبوم استودیویی در قالب سه آلبوم تلفیقی، سه آلبوم زنده، و ۳۷ تک‌آهنگ، منتشر کرده است. که تمامی آنها به طرز قابل توجهی در بسیاری از کشورهای اروپایی و نیز در آمریکای جنوبی و مرکزی در سطر جدول(فلوچارت) بودند. راماتسوتی بیش از ۵۰ میلیون رکورد آلبوم در ۲۵ سال فعالیت‌های حرفه‌ای خود ثبت کرده است. کاتالوگ کارنامه‌ی موسیقی او شامل فعالیت وی با هنرمندان شناخته شده متعددی از جمله: شر، تینا ترنر، آندریا بوچلی، آناستازیا، لوچیانو پاواروتی، لورا پوزینی و ریکی مارتین بوده است. اولین موفقیت بین‌المللی راماتسوتی با انتشار آلبوم «Tutte storie» در سال ۱۹۹۳ به دست آورد. که فروش شش میلیون آلبومی را تجربه کرد. این موفقیت باعث قرارداد بین‌المللی او در سال »۱۹۹۴« با کمپانی »BMG« شد.
او از هواداران تیم فوتبال یوونتوس است.